# Амансіо Ортега
Амансіо Ортега Гаона (ісп. Amancio Ortega Gaona; нар. 28 березня 1936 року, Буздонго-де-АРБАС, Леон, Іспанія) — підприємець, засновник (разом з колишньою дружиною Розалією Міра) й експрезидент бізнес-групи Inditex, що володіє текстильними брендами Zara, Massimo Dutti, Bershka, Oysho, Pull and Bear, Zara Home, Stradivarius і Uterque; компанії належить 5000 магазинів у 77 країнах світу.
Крім того, Ортега інвестував у нерухомість у Флориді, Мадриді, Лондоні і Лісабоні, а також у газову промисловість, туризм і банки. Володіє часткою в футбольній лізі і конкурним полем.
Наприкінці 2009 року Міністерство закордонних справ і співробітництва нагородило Амансіо Ортега Великим Хрестом (Орден Ізабелли католички за громадянську активність).
У червні 2012 року був визнаний агентством Bloomberg найбагатшою людиною в Європі зі статком понад 39,5 млрд доларів США. У черговому рейтингу найбагатших людей світу, опублікованому журналом Forbes у березні 2013 року, Амансіо Ортега зайняв третє місце зі статком 57 млрд доларів, піднявшись на дві позиції вгору у порівнянні з рейтингом 2012 року і витіснивши з першої трійки інвестора Воррена Баффета. 2014 року, Амансіо Ортега знову зайняв 3 місце за версією журналу Forbes. Статки мільярдера за рік зросли на $ 7 млрд — до $ 65 млрд. Протягом короткого періоду у 2015 році він був найбагатшою людиною у світі, випередивши Білла Гейтса, коли його статки досягли 80 мільярдів доларів, коли акції материнської компанії Zara, Inditex, досягли піку.
Станом на грудень 2021 року статки Ортеги становили 70,9 мільярда доларів, що робить його третьою найбагатшою людиною в Європі після Бернара Арно і Франсуази Беттанкур Маєрс і 15-м найбагатшим у світі.
Він є головою сім'ї Ортега і другим найбагатшим продавцем у світі.

## Біографія
Амансіо Ортега — наймолодший із чотирьох дітей, народився в Бусдонго-де-Арбас, Леон, Іспанія, у родині залізничника Антоніо Ортеги Родрігеса та Хосефи Гаони Ернандес, яка працювала служницею, з провінції Вальядолід. Дитинство провів у Толосі, Гіпускоа. Через бідність родини Амансіо не зміг закінчити навіть середньої школи та з 13 років почав працювати посильним у магазині сорочок. Він залишив школу і переїхав до Ла- Коруньї у віці 14 років через роботу свого батька, залізничника. Невдовзі після цього він знайшов роботу майстром у місцевому виробнику сорочок, на ім'я Gala, який досі сидить на тому самому розі в центрі Ла-Коруньї, і навчився шити одяг вручну. Потім його беруть на роботу в галантерейний магазин La Maja, де вже працювали його брат Антоніо, сестра Пепіта та Розалія Міра, яка пізніше стане його першою дружиною.

## Кар'єра
У 1972 році він заснував Confecciones Goa, щоб продавати стьобані халати.
У 1975 році він разом зі своєю дружиною Розалією Мерою відкрив свій перший магазин Zara.
У 2009 році Zara входила до групи Inditex (Industrias de Diseño Textil Sociedad Anónima), 59,29 % якої належало Ортезі, і крім понад 6 000 магазинів включали бренди Zara, Massimo Dutti, Oysho, Zara Home, Kiddy's Class, Tempe, Stradivarius, Pull and Bear, Bershka і налічує понад 92 000 співробітників.
Його публічний виступ у 2000 році, як частина розігріву перед первинним публічним розміщенням його компанії на фондовому ринку у 2001 році, потрапив у заголовки іспанської фінансової преси. Однак він дав інтерв'ю лише трьом журналістам.
У 2011 році Ортега оголосив про свою неминучу відставку з Inditex, материнської компанії мережі Zara, заявивши, що попросить віцепрезидента і генерального директора Inditex Пабло Ісла зайняти його місце на посаді голови. У 2012 році Ортега пожертвував близько 20 мільйонів євро Caritas Internationalis, римо-католицькій організації допомоги.
Він придбав хмарочос Торре Пікассо в Мадриді. Він також придбав Epic Residences and Hotel у Маямі, штат Флорида.
У липні 2017 року в рамках другого видання нагород AEF Іспанська асоціація фондів нагородила Амансіо Ортегу в категорії «Благодійна ініціатива» 2017 року. Він також пожертвував 300 мільйонів євро на боротьбу з раком по всій Іспанії, які були інвестовані в придбання 440 апаратів для виявлення хвороби. У результаті цього кількість іспанських державних лікарень, оснащених апаратами стереотаксичної променевої терапії, зросла з 20 до 70. Однак, ці рішення не були одностайно схвалені й піддані критиці з боку деяких політичних партій, таких як Podemos. Нещодавно новини свідчать про те, що він купив комплекс Troy Block, відомий громадськості як одна з будівель, де знаходиться штаб-квартира Amazon Seattle.
У липні 2020 року стало відомо, що майно Ортеги через його інвестиційну компанію Pontegadea коштує 17,2 мільярда доларів. Ортега є виконавчим головою Pontegadea, і активи нерухомості в його портфелі включають Манхеттенський Haughwout Building і Southeast Financial Center. У 2019 році компанія завершила угоду вартістю 72,5 мільйона доларів на готель в центрі Чикаго, після чого придбала будівлю в центральному діловому районі Вашингтона та дві офісні будівлі в Сіетлі.
Повідомляється, що Ортега втратив 10 мільярдів доларів в результаті пандемії коронавірусу.

## Особисте життя
Ортега дуже мало розповідає про своє особисте життя, і станом на 2012 рік він дав лише три інтерв'ю журналістам. Ортега дуже замкнутий і тримається дуже скромно. До 1999 року жодна фотографія Ортеги не була опублікована.
Він любить одягатися просто, відмовляється носити краватку і зазвичай воліє носити просту форму: синій піджак, біла сорочка і сірі штани, жоден з яких не є продуктом Zara.
У Амансіо є рідні сестра — Хосефа (міністр Inditex) і брат — Антоніо (нині покійний).
Одружений удруге: перша дружина — Розалія Міра (до 1986 року), друга — Флора Пéрес Маркоте (з 2001 року дотепер).
Має трьох дітей: Сандра, Маркос (народився з важкою формою вродженої інвалідності), Марта (1984 р.; від другого шлюбу).
У лютому 2012 року Марта Ортега Перес (ісп. Marta Ortega Pérez), що працює в Inditex, вийшла заміж за зірку іспанського кінного спорту Серхіо Áльвареса Мойю.